# Zbigniew Oleński
Zbigniew Oleński (ur. 31 października?/13 listopada 1907 w Żytomierzu, zm. 20 czerwca 1970 w Manchesterze) – polski pilot szybowcowy i samolotowy, pilot doświadczalny, kapitan Polskich Sił Powietrznych w Wielkiej Brytanii, uczestnik bitwy o Anglię.

## Życiorys

### Okres przedwojenny
Syn Tadeusza i Janiny. W 1913 roku jego rodzina przeprowadziła się do miejscowości Zepla na Białorusi. W 1919 roku przyjechali do odrodzonej Polski i zamieszkali początkowo w Pruszkowie, a następnie w Zamościu. W 1926 roku zdał egzamin maturalny w tamtejszym gimnazjum.
Rozpoczął studia na Wydziale Mechanicznym Politechniki Warszawskiej, gdzie w październiku 1930 roku uzyskał tzw. półdyplom. Był członkiem Aeroklubu Warszawskiego, 20 października 1929 roku ukończył kurs pilotażu. W następnych latach był aktywny jako pilot samolotowy i szybowcowy. Brał udział w konkursach krajowych i imprezach zagranicznych. Latem 1931 roku kierował wyprawą Aeroklubu Warszawskiego w Góry Świętokrzyskie, która poszukiwała miejsc nadających się do uprawiania szybownictwa. Zwrócił uwagę na Polichno, które charakteryzowało się korzystnym ukształtowaniem terenu. W kolejnych latach powstała tam Szkoła Szybowcowa LOPP Polichno-Pińczów im. gen. Leona Berbeckiego.
W sierpniu 1931 roku wziął udział w III Locie Południowo-Zachodniej Polski. Wystartował w załodze z pilotem Korbielem, jednak ich RWD-4 rozbił się podczas startu z katowickiego lotniska. Załoga odniosła niegroźne obrażenia. W 1932 roku był jednym z trzech pierwszych pilotów jacy w Bezmiechowej wykonali przelot docelowo-powrotny, w 1933 r. podczas II Międzynarodowego Mitingu Lotniczego uczestniczył w pokazie jednoczesnego holowania trzech szybowców przez samolot Lublin R.XIII. Za udział w meetingu otrzymał nagrodę zarządu głównego LOPP w wysokości 500 zł.
W dniach 1-2 lipca 1933 roku wziął udział w zawodach lotniczych Lot Północno-Wschodniej Polski w Wilnie, gdzie wykonał pokaz akrobacji szybowcowej. 31 maja 1934 roku wykonał nad Warszawą lot na szybowcu Komar, trwający 6 godzin i 8 minut. Był to nowy rekord Polski w długotrwałości lotu szybowcem nad terenem płaskim.
We wrześniu 1934 roku został powołany do wojska i skierowany do Szkoły Podchorążych Rezerwy Saperów. Następnie w 1935 roku ukończył Szkołę Podchorążych Rezerwy Lotnictwa w Dęblinie.
W 1935 roku wystartował w III Krajowych Zawodach Szybowcowych w Ustjanowej, gdzie zajął pierwsze miejsce. Podczas tych zawodów ustanowił, wynikiem 20 godzin i 13 minut, rekord Polski w długotrwałości lotu.
W 1935 roku rozpoczął pracę w Instytucie Badań Technicznych Lotnictwa. Jako kierownik Działu Naukowo-Badawczego w Oddziale Badań samolotów kierował badaniami nad osiągami samolotów myśliwskich, wykonywał też loty jako pilot doświadczalny. Opracował przyrządy pomiarowe własnej konstrukcji (przyspieszomierze i dynamometry), które wykorzystywał podczas lotów doświadczalnych. Był jednym z pilotów wykonujących loty próbne na prototypie PZL.50 Jastrząb.
Od kwietnia do lipca 1936 roku brał udział w kursie wyższego pilotażu w Lotniczej Szkole Strzelania i Bombardowania w Grudziądzu. Po jego ukończeniu otrzymał przydział w rezerwie do 1. pułku lotniczego w Warszawie. Na stopień podporucznika został mianowany ze starszeństwem z 1 stycznia 1937 i 34. lokatą w korpusie oficerów lotnictwa.
We wrześniu 1938 roku wziął udział w Rajdzie Bałtyckim zorganizowanym przez Aeroklub Warszawski. 6 września podczas pokazu akrobacji w Tallinnie, pilotowany przez niego RWD-10 zderzył się w powierzchnią wody jeziora Ülemiste. W wyniku katastrofy samolot został rozbity a pilot odniósł obrażenia kręgosłupa. 26 czerwca 1939 roku na Wydziale Mechanicznym Politechniki Warszawskiej uzyskał dyplom inżyniera.

### Okres II wojny światowej i powojenny
We wrześniu 1939 roku został zmobilizowany i otrzymał  przydział mobilizacyjny. Samolotem RWD-14 Czapla przeleciał do Lwowa, 17 września przekroczył granicę z Rumunią. Został internowany i przebywał w obozie w Harlan, z którego zbiegł. Przez Bukareszt, Ateny i Marsylię przedostał się do Paryża.
W grudniu 1939 roku przypłynął do Anglii i został skierowany do obozu w Eastchurch. Wstąpił do Polskich Sił Powietrznych, otrzymał numer służbowy 76617. Od 22 do 29 lipca został skierowany na testy w 1. School of Army Co-operation w Old Sarum, następnie został skierowany do 7 Operational Training Unit (OTU) w Hawarden, gdzie przeszedł przeszkolenie na samolotach Supermarine Spitfire.
Otrzymał przydział do 152. dywizjonu RAF, 14 sierpnia został przeniesiony do 234. dywizjonu w Middle Wallop, od 5. października 1940 roku służył w 609 dywizjonie myśliwskim RAF. Zgłosił pewne zestrzelenie Me-109 i prawdopodobne Me-110.
W listopadzie 1940 roku został członkiem Polskiej Grupy Ekspertów. Wykorzystując swą wiedzę pilota doświadczalnego opracował szczegółowy raport o wadach samolotu Spitfire Mk. I i zaproponował zmiany prowadzące do udoskonalenia jego konstrukcji (poprawa widoczności do tyłu i ułatwienie opuszczania samolotu przy skoku ze spadochronem). 20 marca 1941 roku został awansowany na stopień porucznika.
23 marca 1941 roku został przeniesiony do Działu Aerodynamiki Stosowanej Królewskiego Instytutu Lotnictwa w Farnborough, gdzie zajął się analizowaniem osiągów i charakterystyk wytrzymałościowych płatowców oraz opracowaniu efektywnych metod pilotowani i walki powietrznej. Przedstawił Brytyjczykom wyniki swych doświadczeń w walce kołowej z zastosowaniem klap, uzyskane podczas testowania jesienią 1938 roku szybowca TS-1/34 Promyk. W celu weryfikacji swych prac wykonywał loty bojowe w składzie 309. i 316. dywizjonu. Wykonał loty na około 100 typach alianckich samolotów, w tym prototypowym Miles M.20, a także zdobycznych Fw 190A-4 i Bf 110.
1 września 1943 roku został awansowany na stopień kapitana, w Królewskim Instytucie Lotnictwa został awansowany na stanowisko starszego aerodynamika. W 1945 roku został przeniesiony do Centralnego Instytutu Myśliwskiego RAF, a następnie skierowany na staż do Dowództwa Lotnictwa Myśliwskiego RAF. Został zdemobilizowany w 1947 roku w polskim stopniu kapitana i angielskim majora (S/Ldr).
Został zatrudniony w wytwórni lotniczej A.V. Roe (Avro), gdzie pracował jako aerodynamik i pilot doświadczalny. Pracował przy projektach samolotów odrzutowych, m.in. przy bombowcu Avro Vulcan.
Zmarł 20 czerwca 1970 roku w Manchesterze.
Został sklasyfikowany na 236. miejscu listy Bajana.

## Ordery i odznaczenia
- Krzyż Walecznych (w czasie II wojny światowej)
- Medal Lotniczy (czterokrotnie)[18]
- Złoty Krzyż Zasługi (18 marca 1939)[27]
- Srebrny Krzyż Zasługi (1935)[1]